# 吉岡亨
吉岡 亨（よしおか とおる、1956年 <昭和31年> 11月2日 - ）は、日本の地方公務員。札幌市建設局長、同市副市長、北海道ガス顧問を歴任。

## 人物・経歴
美唄市生まれ。1980年3月 北海道大学工学部衛生工学科卒業。同年4月 札幌市役所採用。学生時代の恩師は上水道で著名な丹保憲仁であったが下水道計画部門に配属された。2002年 (平成14年) 4月 下水道局建設部技術開発担当課長、2003年 4月 同部計画課長、2006年 4月 手稲区土木部長、2008年 4月 同局土木部道路工事担当部長、2009年 4月 市民まちづくり局理事、2010年 4月 建設局理事、建設局長を経て2015年札幌市副市長に就任。北海道日本ハムファイターズが札幌ドームから新球場に移転する際には北海道立真駒内公園への誘致に向け北海道庁に協力支援を要請した。副市長は町田隆敏、石川敏也らとともに務めたが2023年 (令和5年) 5月 建設局長・天野周治を後任に副市長退任。同年7月 北海道ガス顧問、ＨＲＭホールディングス顧問、同年11月 同社代表取締役社長。